# Bomarea denticulata
Bomarea denticulata är en alströmeriaväxtart som först beskrevs av Hipólito Ruiz López och Pav., och fick sitt nu gällande namn av Herb.. Bomarea denticulata ingår i släktet Bomarea och familjen alströmeriaväxter. Inga underarter finns listade i Catalogue of Life.